# Borinka
Borinka és un poble i municipi d'Eslovàquia que es troba a la regió de Bratislava, a l'extrem occidental del país, prop de la frontera amb Àustria.

## Demografia
| Godina             | 1994 | 2004    | 2014    | 2024    |
| ------------------ | ---- | ------- | ------- | ------- |
| Nombre de persones | 426  | 512     | 732     | 904     |
| Diferència         |      | +20,18% | +42,96% | +23,49% |

| Godina             | 2023 | 2024   |
| ------------------ | ---- | ------ |
| Nombre de persones | 915  | 904    |
| Diferència         |      | −1,20% |

## Galeria d'imatges

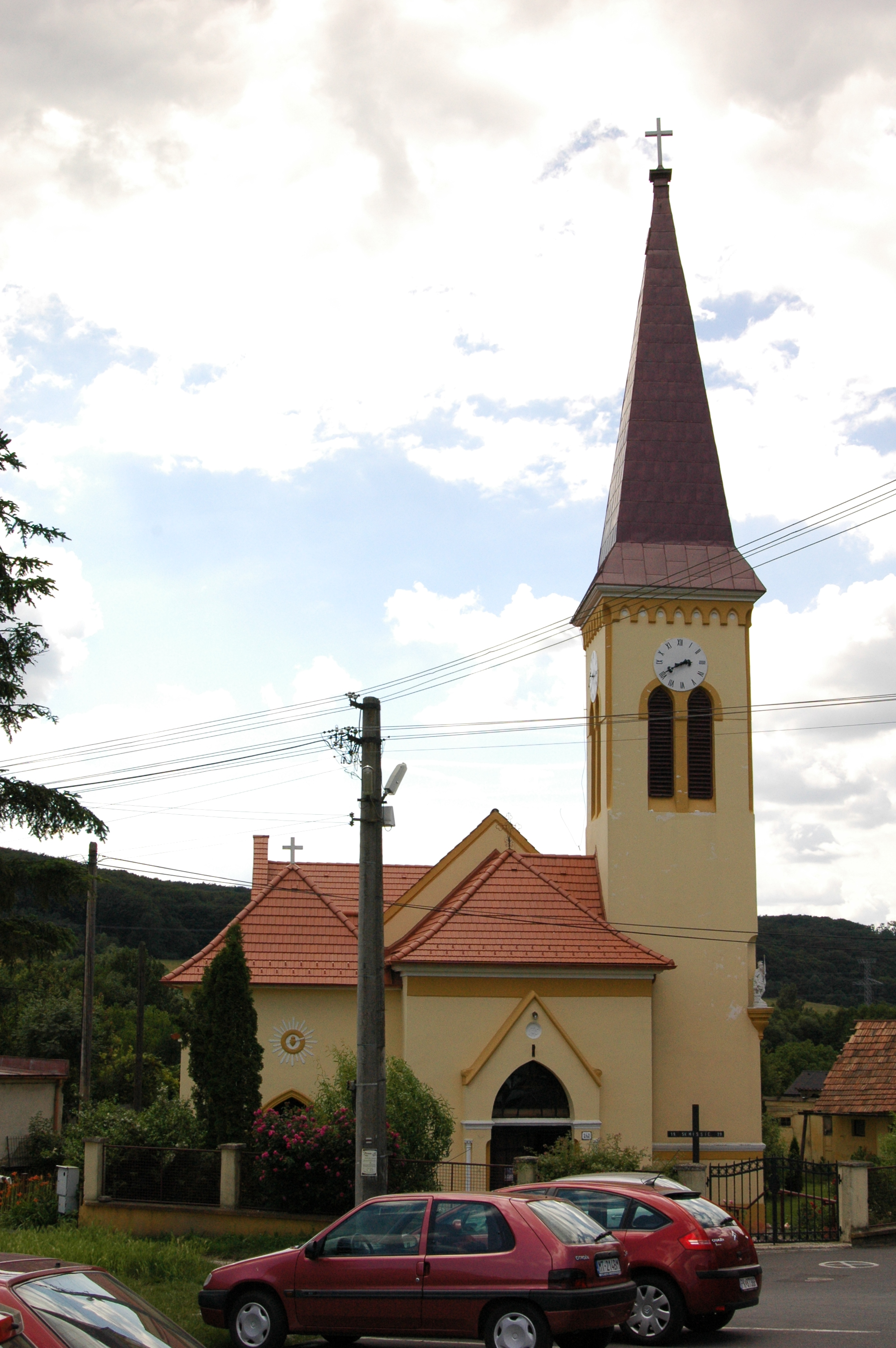
Església
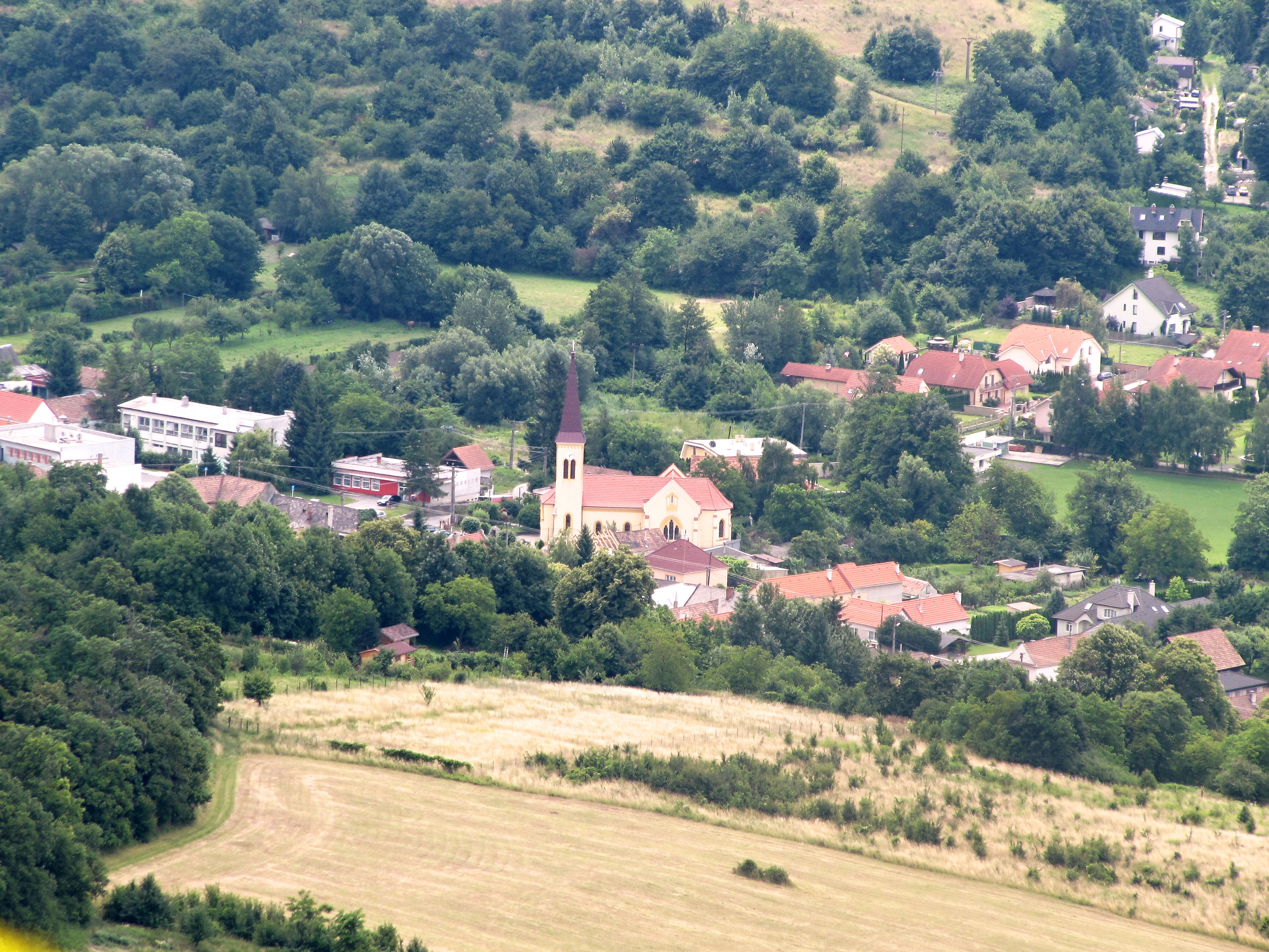
Poble
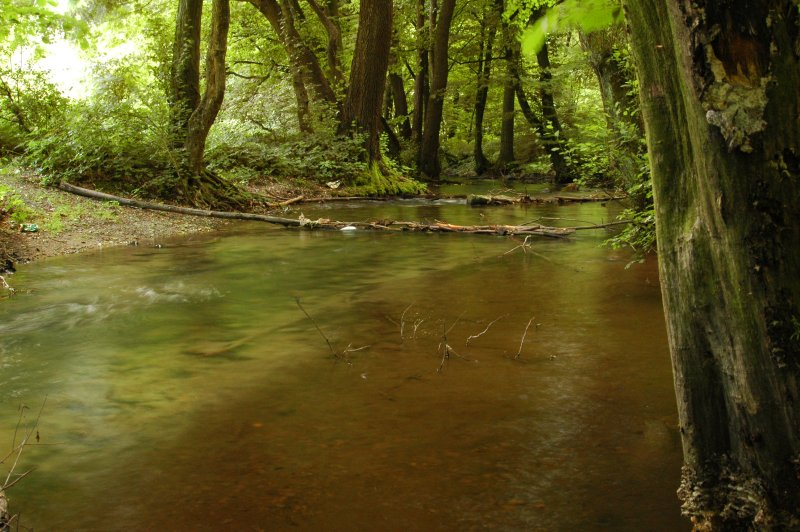
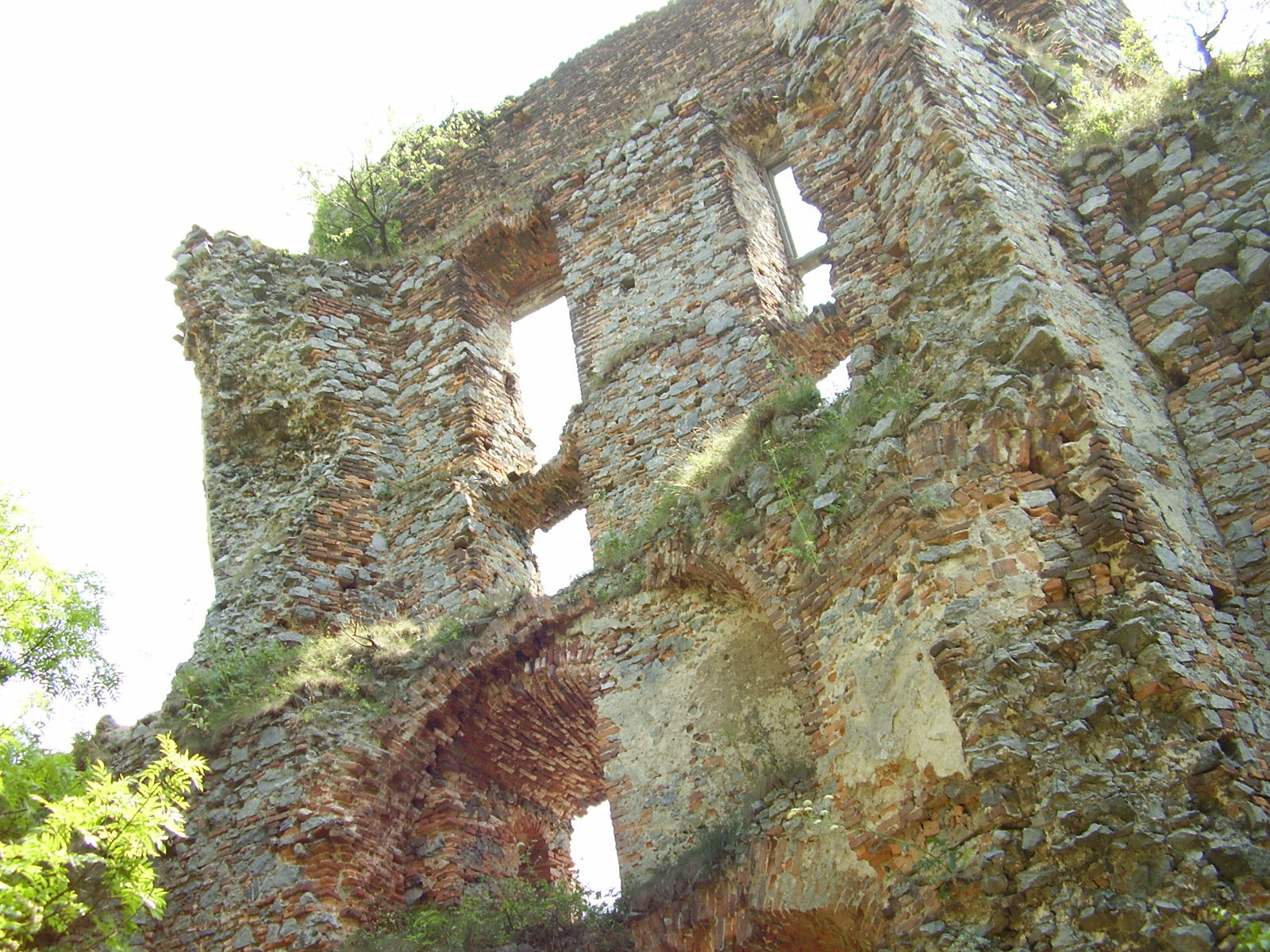
Jardí de Pajštún
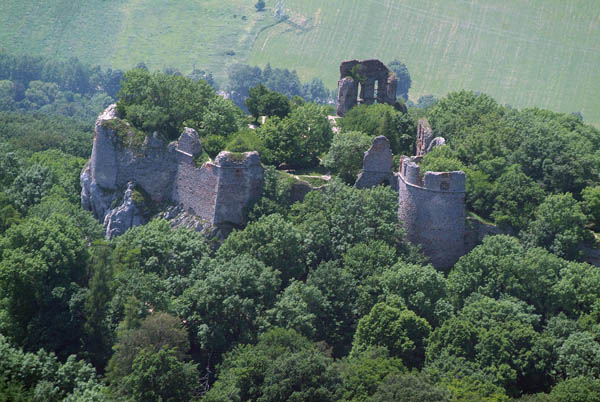
Jardí de Pajštún
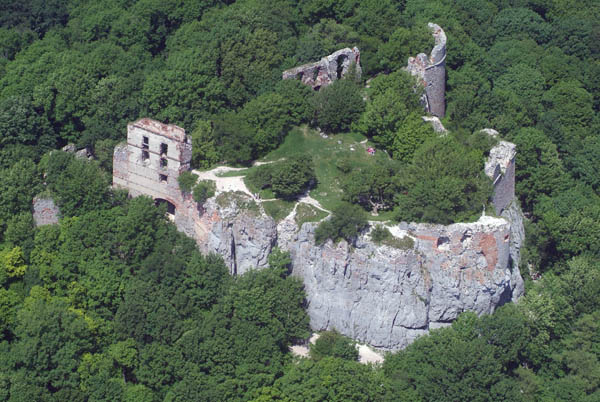
Jardí dePajštún
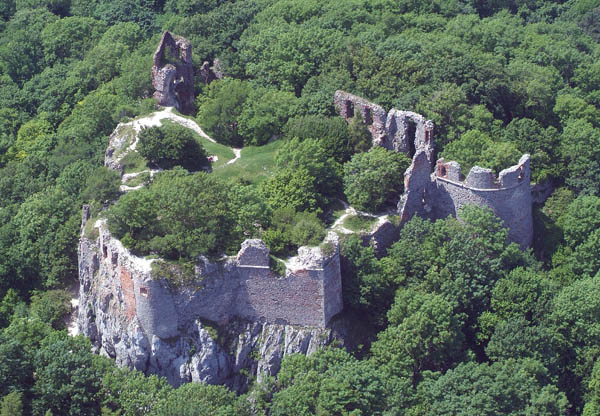
Jardí dePajštún

1. 1 2  «Počet obyvateľov podľa pohlavia - obce (ročne) [om7101rr_obce=AREAS_SK]».   Statistical Office of the Slovak Republic, 31-03-2025. [Consulta: 31 març 2025].